# Hypoprasis elegans
Hypoprasis elegans es la única especie de escarabajo del género Hypoprasis, familia Buprestidae. Fue descrito por Fairmaire & Germain en 1864.
Se distribuye por Chile, Argentina y Brasil.